# Wedstrijdvervalsing
In sporten en spelen wordt er gesproken van wedstrijdvervalsing (ook bekend als wedstrijdmanipulatie, matchfixing en gamefixing) als het resultaat van een wedstrijd volledig of gedeeltelijk bepaald wordt door een deelnemer of een andere betrokkene (bijvoorbeeld een scheidsrechter, trainer) die moedwillig verliest of valsspeelt. Matchfixing druist niet alleen in tegen de regels van de sport, het is in de meeste gevallen ook een overtreding van de wetgeving.
Sporters kunnen financieel vergoed worden voor het moedwillig verliezen van een wedstrijd door zelf, of via een tussenpersoon, op een zege van de tegenpartij te gokken. Wanneer iemand een sporter betaalt om vals te spelen, spreekt men van omkoping. In gevallen van omkoping, fraude en corruptie kan een sporter strafrechtelijk vervolgd worden.

## Geschiedenis

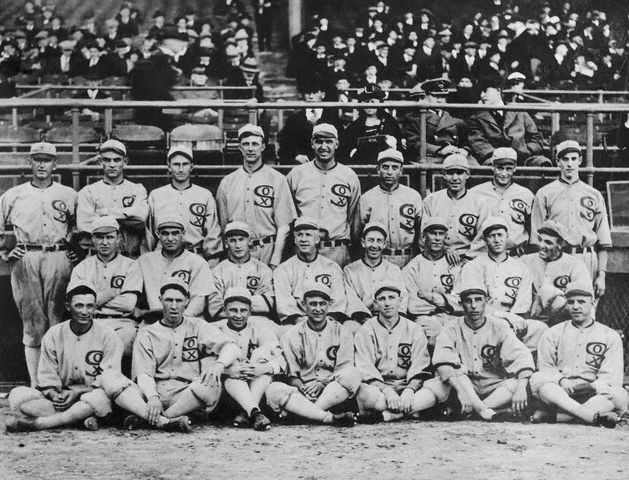
De Chicago White Sox lieten zich in 1919 omkopen voor het verliezen van de World Series.

Reeds tijdens de Olympische Spelen in de Klassieke Oudheid was er sprake van atleten die zich lieten omkopen en stadstaten die met grote sommen geld het resultaat van een wedstrijd probeerden te manipuleren. Nochtans legden atleten een eed af waarbij ze beloofden dat ze de integriteit van het evenement niet in gevaar zouden brengen. Het niet naleven van de eed kon streng bestraft worden.
Ook in de 19e en 20e eeuw bleef wedstrijdvervalsing een wijdverspreid fenomeen, dat in de Verenigde Staten vooral honkbal en boksen trof. De honkbalsport kende in 1919 een historisch dieptepunt toen aan het licht kwam dat acht leden van de Chicago White Sox zich hadden laten omkopen voor het verliezen van de World Series. Alle betrokken spelers werden achteraf levenslang geschorst door Kenesaw Mountain Landis, de eerste Commissioner of Baseball.
In juni 2018 werden onder leiding van het federaal parket 21 huiszoekingen uitgevoerd en 13 mensen aangehouden in België in een onderzoek naar matchfixing in de tenniswereld door een Armeens-Belgische criminele organisatie. Ook in Nederland, Duitsland, Frankrijk, Bulgarije, Slovakije en de Verenigde Staten werden mensen aangehouden. De organisatie zou sinds 2014 spelers in de lagere klassen van het tennis hebben omgekocht om wedstrijden te vervalsen, zodat daarop dan met voorkennis kon worden gegokt. De bal ging aan het rollen toen wedkantoren in 2015 de Belgische Kansspelcommissie op de hoogte stelde over Armenen zonder duidelijk inkomen die zich in België zouden bezighouden met matchfixing op het niveau van future- en challenger-toernooien in het tennis.

### Wedstrijdvervalsing in het Belgische voetbal
In het Belgisch voetbal komt wedstrijdvervalsing vrij frequent voor. In de jaren 60 waren er onder meer de omkoopaffaires Turnhout-Beringen en Lierse-Cercle Brugge. In 1984 bracht onderzoeksrechter Guy Bellemans de omkoopzaak Standard-Waterschei aan het licht.
In 1997 gaf gewezen Anderlecht-voorzitter Constant Vanden Stock toe één miljoen Belgische frank te hebben "geleend" aan scheidsrechter Muro om de UEFA-cupwedstrijd Anderlecht-Nottingham Forest te beïnvloeden. In hetzelfde jaar bleek tevens dat tussenpersonen in naam van Eendracht Aalst pogingen had gedaan om spelers van de tegenstander om te kopen. In 1999 worden twee spelers van KVC Westerlo door de Belgische Voetbalbond geschorst en door de correctionele rechtbank veroordeeld tot een gevangenisstraf nadat was gebleken dat ze steekpenningen hadden aangenomen om hun club te laten verliezen in de competitiematch tegen KV Kortrijk.
In 2005 kwam in het Belgisch voetbal de Zaak-Ye aan het licht. Tal van voetballers (en trainers) hadden zich laten omkopen door de Chinese zakenman Zheyun Ye (ook bekend als de gokchinees), die vervolgens grote sommen geld verdiende door op de wedstrijden van deze spelers te gokken. Op 16 maart 2006 vaardigde de Belgische justitie een internationaal aanhoudingsbevel tegen hem uit.
In oktober 2018 ontstond een nieuw schandaal in het Belgische voetbal rond de spelersmakelaars Dejan Veljković en Mogi Bayat. In de zogenaamde operatie Propere Handen werden in binnen- en buitenland 33 verdachten opgepakt door het gerecht. Dejan Veljkovic wordt gelinkt aan matchfixing in de degradatiestrijd tussen KV Mechelen en Waasland-Beveren. Er zijn sterke aanwijzingen dat hij, in samenspraak met bestuursleden van KV Mechelen en Waasland-Beveren, de uitslag van wedstrijden heeft beïnvloed. Daarnaast zouden er ook ongeoorloofde contacten, mogelijk met 'cadeautjes', zijn geweest tussen hem en toparbiters Bart Vertenten en Sébastien Delferière.

### Wedstrijdvervalsing in Nederland
Het manipuleren van sportwedstrijden komt voor in Nederland, maar niet op grote schaal. Dat was de conclusie van een op 3 september 2013 gepubliceerd onderzoek naar wedstrijdvervalsing in opdracht van de minister van Sport Edith Schippers. Concrete gevallen werden niet genoemd.
Van de sporters die de onderzoekers hadden ondervraagd, dacht 27 procent dat matchfixing zich in de eigen omgeving had voorgedaan. Acht procent kende mensen die waren benaderd, vier procent was zelf benaderd. Het ging meestal om manipulatie die geen verband hield met gokken, maar om bijvoorbeeld sportieve redenen.
De onderzoekers noemden geen concrete gevallen van Nederlandse wedstrijden die waren gemanipuleerd. Een Duitse officier van justitie zei op 31 augustus van dat jaar tegen de NOS dat in 2009 vier wedstrijden in het Nederlandse betaalde voetbal waren gemanipuleerd. Hij wilde echter niet zeggen om welke wedstrijden het ging.

## Motivatie en oorzaken
Gokken is een van de belangrijkste redenen waarom er aan matchfixing gedaan wordt. Doordat sporters het resultaat van hun eigen wedstrijd kunnen bepalen door moedwillig te verliezen of vals te spelen, kan er veel geld verdiend worden door op de tegenstanders te gokken. In sommige sporten - bijvoorbeeld tennis - is het verboden om op eigen en andere wedstrijden te gokken. In het Britse voetbal mogen spelers wel gokken op wedstrijden waar ze niet rechtstreeks bij betrokken zijn.
Niet alleen sporters, maar ook andere betrokkenen, zoals trainers en scheidsrechters, kunnen voordeel halen uit het manipuleren van een wedstrijd. In 2005 werd in Duitsland ontdekt dat scheidsrechter Robert Hoyzer in samenwerking met Kroatische misdaadorganisaties meermaals wedstrijden had beïnvloed om geld te verdienen.
Een andere reden om een wedstrijd te vervalsen, is om een betere uitgangspositie te verwerven. In de NBA worden sommige teams liever zesde dan vijfde in het klassement. Daardoor moeten ze het in de daaropvolgende play-offs niet meteen tegen een sterke tegenstander opnemen. Ook in de NFL kunnen teams soms voordeel halen uit het intentioneel verliezen van de laatste wedstrijd(en) van het seizoen. In 1988 verloren de San Francisco 49ers hun laatste duel, tegen de Los Angeles Rams. Hierdoor mochten de Los Angeles Rams ten koste van de New York Giants, die de 49ers de twee vorige seizoenen hadden uitgeschakeld, deelnemen aan de play-offs.
In sommige sporten, zoals het voetbal, krijgt men bij een gelijkspel ook een of meerdere punten. In dat geval hoeft een sporter of team niet te winnen om punten te verzamelen. Wanneer in het voetbal beide teams voordeel halen uit een gelijkspel en bijgevolg niet voluit voor de zege gaan, is er sprake van een salonremise. Een derde team wordt dan meestal benadeeld door het gelijkspel. Een bekend voorbeeld is de wedstrijd FC Groningen-PSV uit 2003. Bij een gelijkspel was PSV kampioen en ontliep Groningen de nacompetitie. Het duel eindigde op 0-0. Maar niet alleen in het geval van een gelijkspel kunnen teams tot een akkoord komen. 
Tijdens het WK voetbal 1982 nam West-Duitsland het in de laatste wedstrijd van Groep B op tegen Oostenrijk. Als West-Duitsland met 1 of 2 doelpunten verschil won, waren beide landen geplaatst voor de volgende ronde. Bij een grotere zege was Oostenrijk uitgeschakeld, bij een gelijkspel of nederlaag voor West-Duitsland, waren de West-Duitsers uitgeschakeld. Deze situatie was ontstaan doordat de overige twee landen uit Groep B hun laatste wedstrijd eerder hadden gespeeld. West-Duitsland kwam al na 10 minuten op voorsprong tegen Oostenrijk en besloot voor de overige 80 minuten de bal rond te tikken. Sindsdien vinden de laatste wedstrijden van een groep op hetzelfde tijdstip plaats.
In 1983 vond een gelijkaardige situatie plaats in de EK-kwalificatiegroep van Nederland. Oranje stond comfortabel aan de leiding in Groep 7 en kon op de laatste speeldag enkel nog voorbijgestoken worden door Spanje, als dat met meer dan 11 doelpunten verschil wist te winnen van Malta. Spanje klopte het reeds uitgeschakelde Malta uiteindelijk met 12-1, waardoor het ten koste van Nederland naar het EK in Frankrijk mocht. Dit soort voetbalduels bereikte in 2013 een historisch dieptepunt in Nigeria, waar er in de hoogste divisie uitslagen als 79-0 en 67-0 genoteerd werden.
Een andere motivatie is krachten sparen. Door niet voluit te gaan, kunnen blessures en/of schorsingen voorkomen worden. Hierdoor kan een sporter of een team op een later tijdstip sterker voor de dag komen. In 1982 stonden de spelers van Standard Luik hun winstpremie af aan de tegenstanders van Waterschei. In ruil gingen de spelers van Waterschei niet voluit voor de zege en verzekerde Standard zich makkelijk van de landstitel. Standard kon bovendien enkele dagen later fris en voltallig aan de aftrap verschijnen van de finale van de Europacup II. Dit omkoopschandaal kwam in 1984 aan het licht in de Bellemansaffaire.

## Soorten wedstrijdvervalsing
(pool) hustling
Hustling is een Engelse term die gebruikt wordt wanneer iemand zijn kwaliteiten probeert te verdoezelen in de hoop zo een zwakke tegenstander aan te trekken. Deze vorm van bedrog wordt vooral geassocieerd met pool en vormde de basis voor de Paul Newman-film The Hustler uit 1961.
race fixing
Een specifieke vorm van matchfixing in het geval van een race. Dit is van toepassing op onder meer de paardensport en autosport.
salonremise
Wanneer twee voetbalteams voordeel halen uit een gelijkspel en niet tot het uiterste gaan om te winnen.
spotfixing
Er kan niet alleen op het resultaat van een sportwedstrijd gegokt worden, maar ook op kleine onderdelen van de sport die weinig tot geen invloed op het eindresultaat hebben. Zo kan men niet alleen gokken op de uitslag van een voetbalwedstrijd, maar ook op het aantal gele kaarten, het balbezit van een team, etc. Omdat spotfixing niet altijd de uitkomst van een wedstrijd verandert, is het moeilijker om deze vorm van bedrog op te sporen.